# Сєвєродонецький Гоголь-сквер
Гоголь-сквер у місті Сєвєродонецьк — сквер, присвячений Миколаю Гоголю.

## Історія
Сквер у місті Сєвєродонецьк відновлено 2012 року за ініціативою Наталії Зубань за підтримки активних мешканців. 
Історія цього скверу цікава. З 10 років тому[коли?] ексочільник міста віддав територію, яка нині під сквером, підприємцю, аби той побудував магазин. Але сам пан Гоголь, а вірніше пам'ятник на його честь, завадив втіленню планів. Допоки в столиці узгоджувалось переміщення монумента на край скверу ситуація змінилась.

### Етапи відновлення

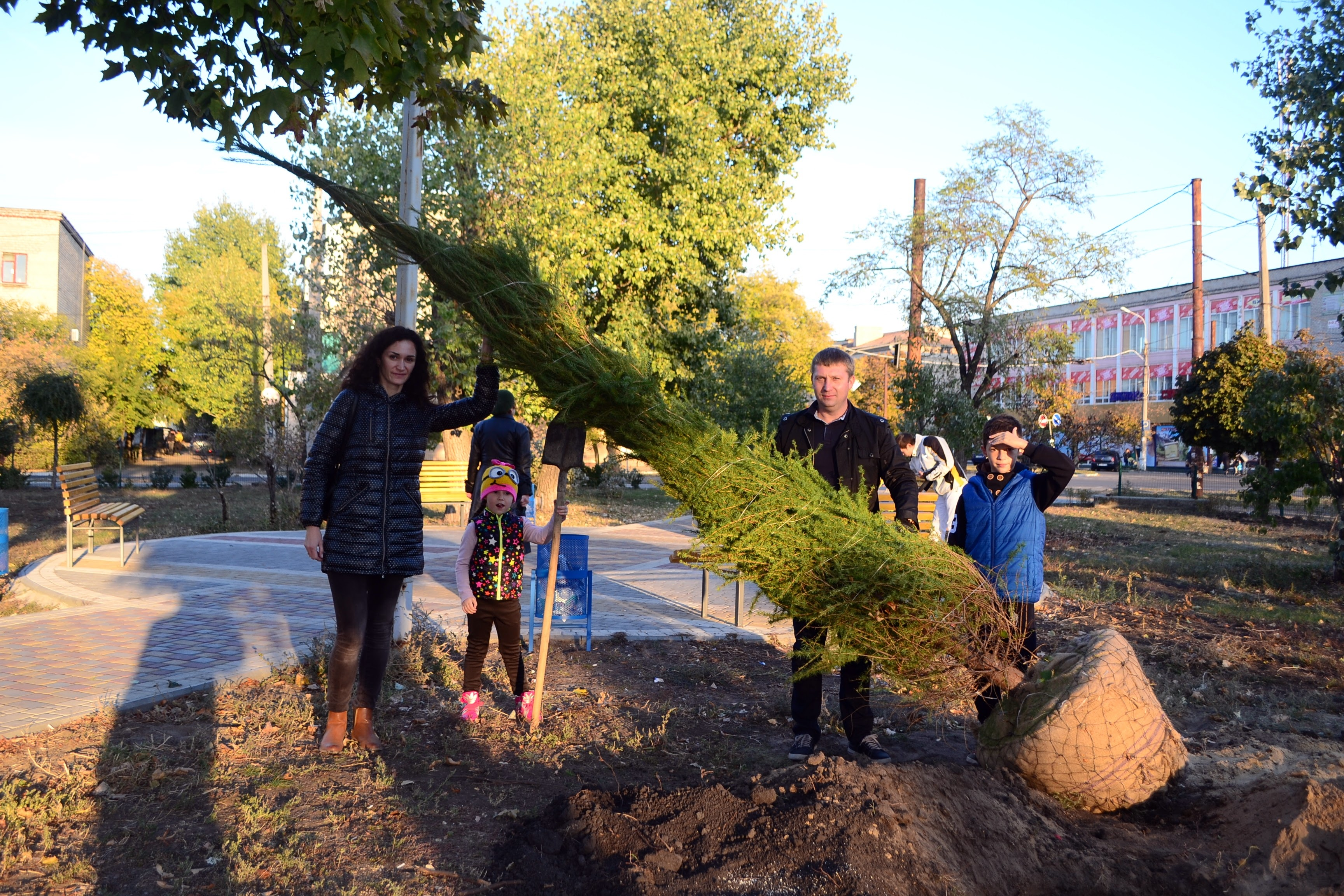
Action «Positions a family tree»

Найяскравіші події Гоголь-скверу:
- 2012 — акція «Посади родинне дерево»);
- 2013 — акція «Посади родинне дерево»);
- 2014 — акція «Посади родинне дерево»);
- 2015 — акція «Посади родинне дерево»);
- 2016 — змагання «Воркаут»);
- 2017 — акція «Посади родинне дерево»);

## Скульптури та прикраси
- Габіони
- Дерев'яні (автор Л.Терещенко)
- Голуб миру
- Лава любові
- Серце (Оргхім)
- Альтанка (М.Івонін)

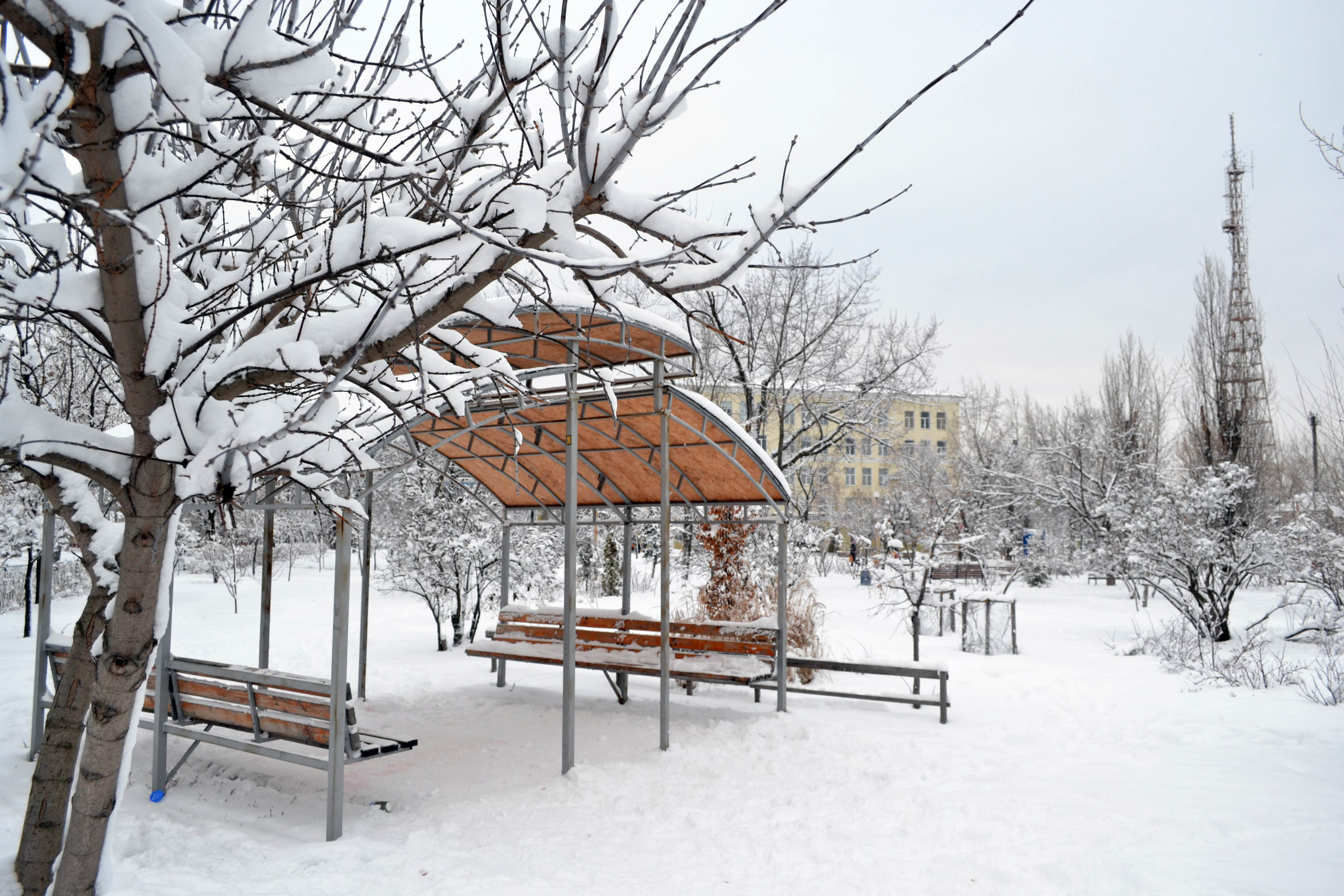
Зимовий Гоголь-сквер

Сквер відновлено 2012 року за підтримки активних мешканців.

## Громадські заходи в сквері
Найяскравіші події в Гоголь-сквері:
- — Всесвітній день чоловіків 2015-11-07
- — Виставка робіт учнів художньої школи 2015-11-30
- — Вистава «Ніч перед Різдвом» 2015-12-27

## Телебачення про Гоголь-сквер
31 жовтня 2017 року у сквері імені Гоголя, що у Сєверодонецьку, невідомі позривали навіси над лавками та зламали огорожі.